# 김지호 (축구 선수)
김지호(한국 한자: 金芝鎬, 1997년 8월 3일 ~ )는 대한민국의 축구 선수로, 포지션은 미드필더이다. .

## 축구인 경력
2017년 12월 21일 대한민국 K리그2의 부천 FC 1995에 신인 선수로 입단하였음이 발표되었다. K리그2 2018 시즌 3라운드 광주 FC와의 원정 경기에서 교체 출장하며, 프로 데뷔 무대를 가졌다.
2020시즌을 앞두고 청주FC로 임대이적했다.